# Filmmuseum Potsdam

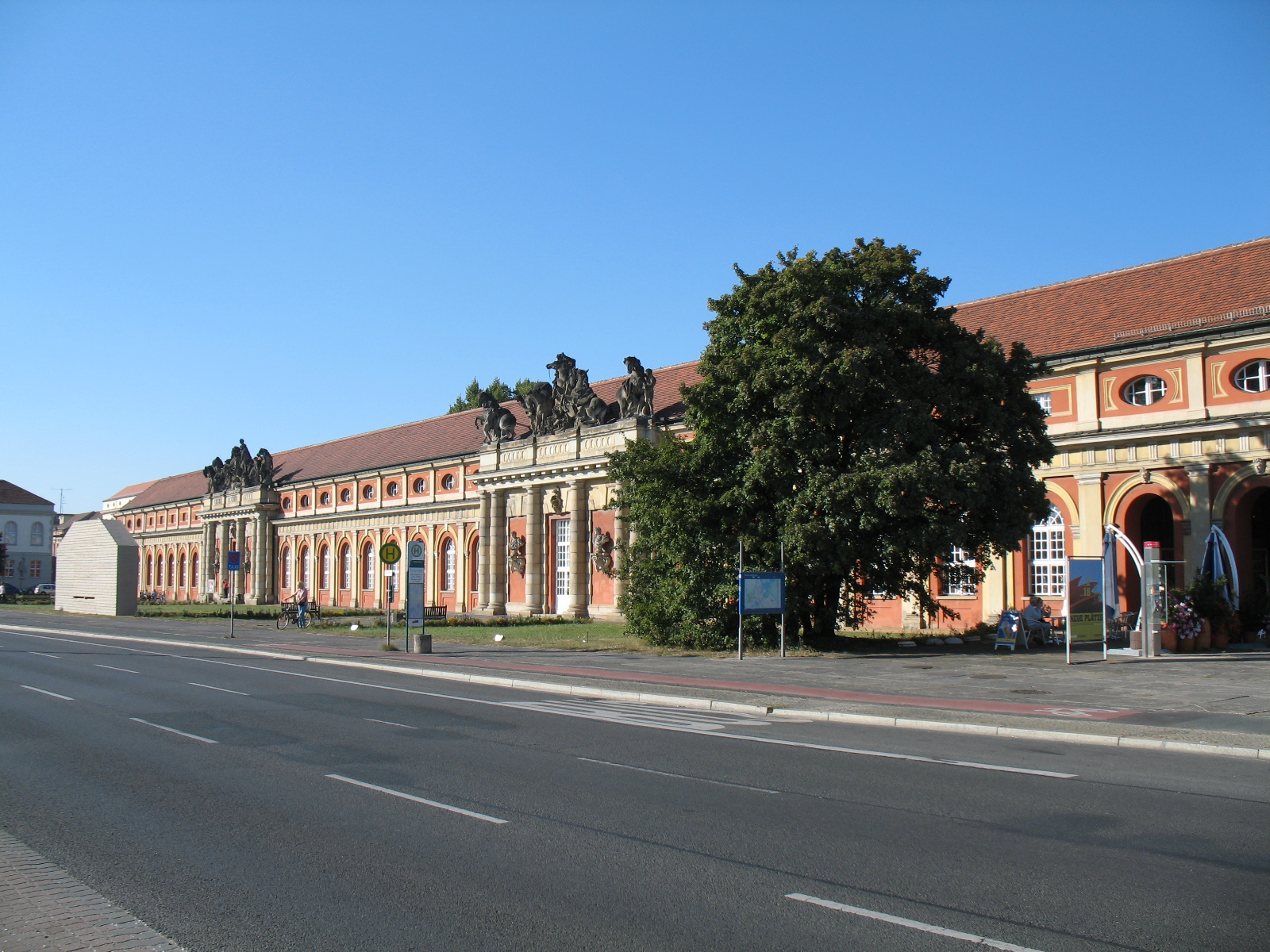
Filmmuseum Potsdam im Marstall des Potsdamer Stadtschlosses

Das Filmmuseum Potsdam wurde 1981 als „Filmmuseum der DDR“ gegründet, gilt damit als das älteste Filmmuseum mit eigener Sammlung und Ausstellungen in Deutschland und erhielt 1990 seinen heutigen Namen. Es befindet sich seit 1991 in der Trägerschaft des Landes Brandenburg und gehört organisatorisch der Filmuniversität Babelsberg an. Im Zentrum der Sammlungen und der Ständigen Ausstellung stehen das älteste Filmstudio der Welt in Babelsberg, seine Filmproduktionen und die Künstler, die dort an Filmen von Bioscop, Ufa, DEFA und Studio Babelsberg mitwirkten. Wechselausstellungen, Familienausstellungen und Foyerausstellungen zu deutschen und internationalen Film- und Medienthemen ergänzen das Ausstellungsprogramm. Das Filmmuseum betreibt einen Museumsshop sowie ein Kino mit mehreren Vorstellungen täglich, Stummfilmvorführungen werden musikalisch an der historischen Welte-Kinoorgel begleitet.
Das Museum ist im Marstall des Potsdamer Stadtschlosses untergebracht.

## Geschichte

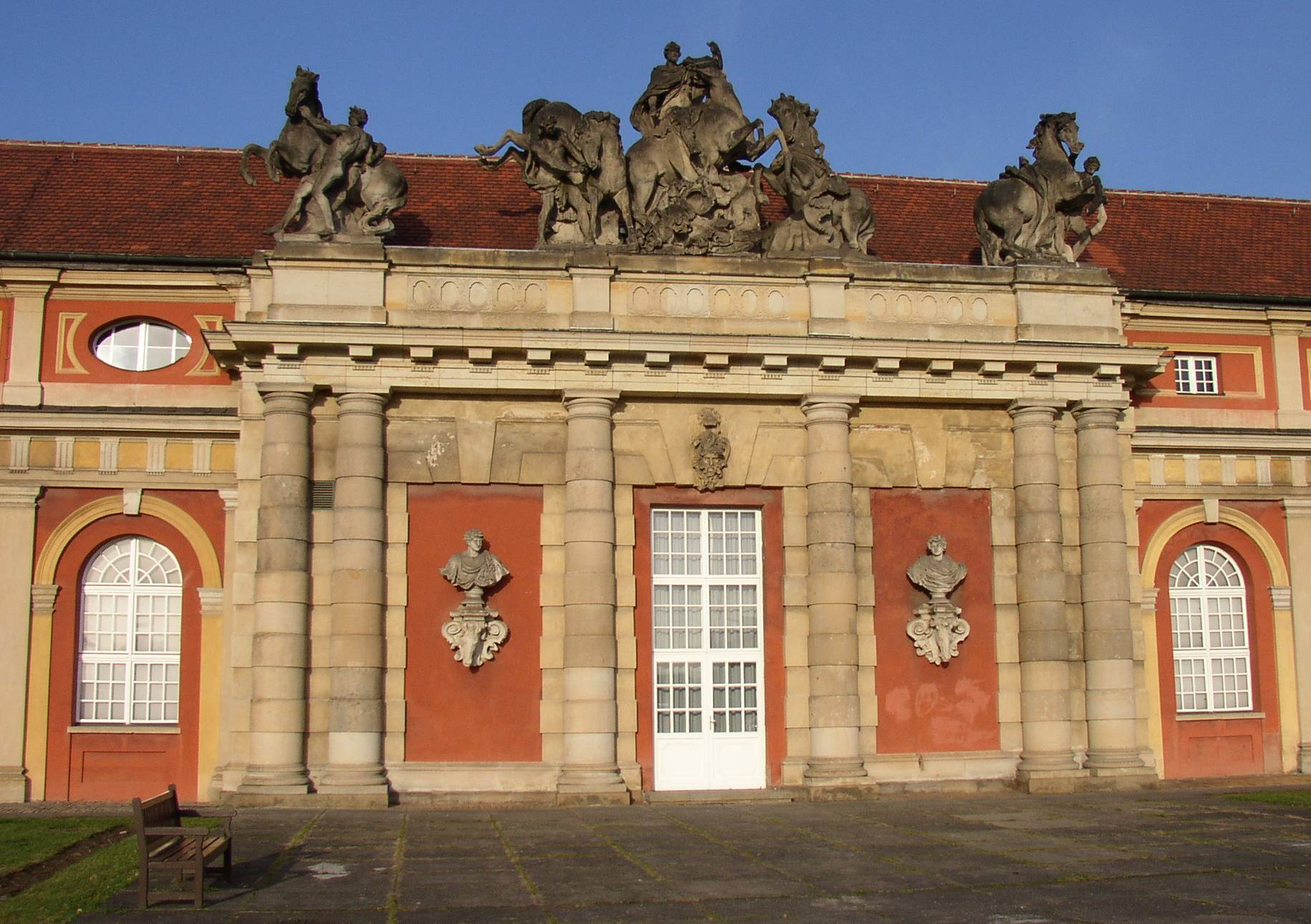
Portal des Marstalls mit Pferdengruppen des Bildhauers Friedrich Christian Glume

Die Gründung des Museums geht auf einen 1977 verabschiedeten Beschluss der Potsdamer Stadtverordnetenversammlung zurück. Der zum Potsdamer Stadtschloss gehörende Marstall war baufällig, sodass zunächst umfangreiche Restaurierungs- und Umbauarbeiten stattfinden mussten. Das Museum wurde im April 1981 als „Filmmuseum der DDR“ mit einer Ausstellung über Filmtechnik eröffnet. 1983 folgte eine Ausstellung zur Geschichte der Ufa und der DEFA. Nach der deutschen Wiedervereinigung 1990 wurden Sammlungen, Forschung und Programm erheblich erweitert. 1991 übernahm das Land Brandenburg die Verantwortung und Finanzierung des Museums, das bisher als eine Abteilung der Staatlichen Schlösser und Gärten Potsdam-Sanssouci geführt worden war. 1993 wurden die Innenräume modernisiert und in den Kinosaal eine restaurierte Welte-Kinoorgel eingebaut. 2011 wurde die vierte ständige Ausstellung „Traumfabrik – 100 Jahre Film in Babelsberg“ eröffnet. Seit 2011 gehört das Filmmuseum Potsdam als In-Institut der Filmuniversität „Babelsberg Konrad Wolf“ an. Es ist eine Einrichtung des Landes Brandenburg, dem Ministerium für Wissenschaft, Forschung und Kultur zugeordnet. 2014 wurde das Gebäude inkl. Barrierefreiheit und Brandschutzertüchtigung umfangreich saniert.
Das Museum ist Mitglied im Deutschen Kinematheksverbund.

## Ausstellungen
Das Filmmuseum präsentiert im Marstallgebäude zeitgleich drei Ausstellungsformate: die ständige Ausstellung „Traumfabrik – 100 Jahre Film in Babelsberg“ behandelt die wechselvolle Geschichte des ältesten Filmstudios der Welt (Studio Babelsberg), sowie die verschiedenen Gewerke, die beim Vorgang der Filmherstellung die Leitidee der Ausstellung bilden. In jedem der inszenierten Themenräume werden Ausstellungsbesucher Filme von Ufa, DEFA und Studio Babelsberg entdecken. Von der ersten Idee und der ersten Drehbuchfassung über die Besetzung, Kostüm, Maske, Szenenbild, Dreharbeiten, Schnitt, Tongestaltung, bis hin zu Marketing und Filmpreis wird der Prozess des Filmemachens interaktiv veranschaulicht. Multimedia-Stationen laden in drei der Themenräumen ein, selbst auszuprobieren, was Leute vom Film tun. Zu sehen sind Original-Requisiten, -Kostüme, -Bühnenbildmodelle, Filmtechnik und Exponate aus Nachlässen verschiedener Filmemacher. Eine in unterschiedlichen zeitlichen Abständen wechselnde Wechselausstellung befasst sich mit einem bestimmten Themenschwerpunkt im Obergeschoss, während zusätzlich eine Foyerausstellung inklusive der Präsentation des Projektors „Bioscop“ und des monatlich wechselnden „Besonderen Objekts“ die Besucher des Hauses kostenlos einlädt.

## Kino
Das „Kino im Marstall“ des Filmmuseums Potsdam ist das einzige Filmtheater in der historischen Innenstadt Potsdams und lädt täglich außer montags zu historischen Spiel- und Dokumentarfilmen sowie zu ausgewählten aktuellen Produktionen – im Original mit Untertiteln oder synchronisiert – ein. Kinderfilme ergänzen das Programm. Die Reihe Fast verpasst widmet sich Filmen, die durch die immer schnellere Auswertungskette viel zu kurz in den Kinos zu sehen sind und hier erst in das Programm aufgenommen werden.
Regelmäßig rahmen Veranstaltungen mit Filmemachern und Publikumsgesprächen die Vorführungen. Stummfilme werden mit Livemusik an der Welte-Kinoorgel begleitet, zu dem das Filmmuseum Potsdam auch eine Broschüre publiziert hat.
Der Kinosaal kann für Feste und Veranstaltungen gemietet werden.

## Laden
Im Museumsshop wird neben aktuellen Ausstellungskatalogen und Eigenpublikationen eine Auswahl an Büchern zur Geschichte des Films und der Medienstadt Babelsberg angeboten. Viele der Filme, die in den Ausstellungen thematisiert werden, sind als DVD oder Blu-ray Disc vorrätig. Ausgewählte Devotionalien zur Filmgeschichte sowie Postkarten und Filmplakate runden das Angebot ab.

## Eigenpublikationen
Das Filmmuseum Potsdam publiziert Filmgeschichte – in Büchern, auf DVD oder CD, darunter
- 100 Facts about Babelsberg – Wiege des Films und moderne Medienstadt (dt./engl.), Sebastian Stielke, Bebra-Verlag, Berlin 2021, ISBN 978-3-86124-746-3
- Cyankali (1930 und 1977), Guido Altendorf (Hrsg.) / Filmmuseum Potsdam, absolut MEDIEN, 2016, ISBN 978-3-8488-3010-7
- Alles nur Kulisse?! – Filmräume aus der Traumfabrik Babelsberg, Katalog zur gleichnamigen Ausstellung im Filmmuseum Potsdam, Annette Dorgerloh, Marcus Becker (Hrsg.), Verlag und Datenbank für Geisteswissenschaften (VDG), Weimar 2015, ISBN 978-3-89739-845-0
- Die Stadt der Millionen, Filmmuseum Potsdam (Hrsg.), Guido Altendorf, absolut MEDIEN, 2014. Booklet mit Texten von Guido Altendorf, Jesko Jockenhöfel, Mario Geßler und den Komponisten Boris Bojadzhiev und Bowen Liu. Bonus: Audiokommentar, Bildergalerie, Outtakes und der Film: Im Strudel des Verkehrs. Ein Film für jedermann (D 1925, Regie: Leo Peukert, 39'). ISBN 978-3-8488-3003-9
- 100 Years Studio Babelsberg - The Art of Filmmaking, Eine faszinierende Reise durch die Filmgeschichte, entstanden in Zusammenarbeit mit der Hochschule für Film und Fernsehen (HFF) „Konrad Wolf“ und dem Filmmuseum Potsdam, teNeues-Verlag, 2012, ISBN 978-3-8327-9609-9
- Friedrich II. und der Film – Heiteres und Ernstes um Friedrich II., Filmmuseum Potsdam (Hrsg.), Guido Altendorf, absolut MEDIEN, 2012, ISBN 978-3-89848-549-4
- Die Welte-Kinoorgel, Bärbel Dalichow, Filmmuseum Potsdam (Hrsg.), 2009, ISBN 978-39812104-1-5
- Babelsberg – Gesichter einer Filmstadt, Filmmuseum Potsdam (Hrsg.), Henschel Verlag, Berlin 2005, ISBN 3-89487-508-9
- Das zweite Leben der Filmstadt Babelsberg, DEFA-Spielfilme 1946-1992, Ralf Schenk (Red.), Henschel Verlag, Berlin 1994, ISBN 3-89487-175-X
- Sandmann auf Reisen, Filmmuseum Potsdam (Hrsg.), Bärbel Dalichow, Volker Petzold, VISTAS Verlag, Berlin 1993, ISBN 3-89158-103-3

## Bestände
Im Fokus der Sammlungen stehen Filme und Künstler, die im Babelsberger Filmstudio gearbeitet haben. Zu den Beständen gehören Materialien und Technik, die mit Filmen, ihren Schöpfern und der Kinoauswertung zu tun haben, so Szenen-, Werk-, Aushang- und Porträtfotos, Szenenbild- und Kostümentwürfe, Modelle, Requisiten, Kostüme, Produktionsunterlagen und Dokumente, die die Arbeit von Künstlern dokumentieren oder ihre Biografien erhellen. Kinogeschichte u. a. belegen Presseausschnitte, Plakate, Programme und andere Werbeträger sowie Filmpreise. Dazu kommen Sammlungen zu Produktionsstätten, vor allem zum Babelsberger Filmstudio, und zur Geschichte der Kinos in Deutschland.
Besonderen Raum nehmen über 200 Vor- und Nachlässe sowie geschlossene Sammlungen ein, die durch ein Archiv von selbst durchgeführten Zeitzeugengesprächen ergänzt werden. Ein Videoarchiv und eine Bibliothek stehen für wissenschaftliche Zwecke zur Verfügung, ebenso Filme aus Nachlässen und personengebundenen Sammlungen. Die Sammlung kinematographischer Geräte wird durch schriftliche Unterlagen zu mehr als 700 Firmen vervollständigt. Eine umfangreiche Patente-Sammlung ermöglicht Einblicke in die Entwicklungsgeschichte der Film- und Kinotechnik. Die Sammlungen sind nach Personennamen und Filmtiteln erschlossen, darüber hinaus existieren alphabetisch und numerisch verzeichnete Bestände. Kriterien für die Ordnung der Techniksammlung ergeben sich aus der Funktion der Geräte (Aufnahme-, Wiedergabe- und Bearbeitungsgeräte) sowie aus der Herstellerbezeichnung.
Im neuen Gebäude der Sammlungen und Restaurierungsabteilungen in der Potsdamer Marlene-Dietrich-Allee 12 – im Jahr 2022 eröffnet und zentral in der Medienstadt Babelsberg gelegen – stehen mit 6.300 m² Nutzfläche doppelt so viel Fläche zur Verfügung als bisher. Durch die Lage am Campus der Filmuniversität Babelsberg entstehen zudem Synergien im Bereich Forschung und Lehre. Das öffentliche Schaudepot mit wechselnden Exponaten ist ein Gewinn für sowohl Besucher des benachbarten Filmparks als auch Gäste der Filmuniversität und des Archivs. Durch die Lage und Sichtbarkeit soll sich die Attraktivität des Standortes „Medienstadt Babelsberg“ als auch der Stadt Potsdam als amtierende „UNESCO Creative City of Film“ weiter erhöhen.

## Welte-Kino-Orgel
Im Kinosaal befindet sich eine Kino-Orgel, die von der Orgelbaufirma Michael Welte & Söhne erbaut wurde. Das Instrument wurde 1929 im Luxor-Palast Chemnitz installiert. Seit den 1950er Jahren wurde das Instrument mehrfach überarbeitet. Sie wurde bis Ende der 1960er Jahre genutzt und 1979 abgebaut und an das Filmmuseum Potsdam übergeben. 1992–1993 wurde das Instrument von der Orgelbaufirma Jehmlich (Dresden) restauriert und weitgehend auf den Originalzustand zurückgeführt. Das Instrument hat 44 Register und drei Effektregister auf Multiplex-Kastenladen (Tonsteuerung durch Hufeisenmagnete), die in einer schalldichten Tonkammer mit Jalousieschweller untergebracht sind. Die Trakturen sind elektro-pneumatisch. Sämtliche Pfeifenreihen lassen sich auf allen Manualen spielen.
| I. Manualwerk C–c4 |                   |       |
| 1.                 | Flöte             | 16′   |
| 2.                 | Vox coelestis     | 8′    |
| 3.                 | Viole d’orchestre | 8′    |
| 4.                 | Geige             | 8′    |
| 5.                 | Viola             | 8′    |
| 6.                 | Traversflöte      | 8′    |
| 7.                 | Bordun-Horn       | 8′    |
| 8.                 | Vox humana        | 8′    |
| 9.                 | Oboe              | 8′    |
| 10.                | Clarinette        | 8′    |
| 11.                | Saxophon          | 8′    |
| 12.                | Violine           | 4′    |
| 13.                | Viola             | 4′    |
| 14.                | Flöte             | 4′    |
| 15.                | Oboe              | 4′    |
| 16.                | Vox humana        | 4′    |
| 17.                | Sesquialter       | 2 ⁄3′ |
| 18.                | Flageolet         | 2′    |
|                    | Harfe             |       |

| II. Manualwerk C–c4 |                   |       |
| 19.                 | Bordun            | 16′   |
| 20.                 | Clarinette        | 16′   |
| 21.                 | Saxophon          | 16′   |
| 22.                 | Vox humana        | 16′   |
| 23.                 | Vox coelestis     | 8′    |
| 24.                 | Viole d’orchestre | 8′    |
| 25.                 | Geige             | 8′    |
| 26.                 | Viola             | 8′    |
| 27.                 | Flöte             | 8′    |
| 28.                 | Bordun-Horn       | 8′    |
| 29.                 | Oboe              | 8′    |
| 30.                 | Vox humana        | 8′    |
| 31.                 | Violine           | 4′    |
| 32.                 | Geige             | 4′    |
| 33.                 | Horn              | 4′    |
| 34.                 | Oboe              | 4′    |
| 35.                 | Sesquialter       | 2 ⁄3′ |
| 36.                 | Piccolo           | 2′    |
|                     | Stahlharmonika    |       |
|                     | Xylophon          |       |

| Pedalwerk C–f1 |             |        |
| 37.            | Subbass     | 16′    |
| 38.            | Fagottbass  | 16′    |
| 39.            | Cello       | 8′     |
| 40.            | Geigenbass  | 8′     |
| 41.            | Flötenbass  | 8′     |
| 42.            | Saxophon    | 8′     |
| 43.            | Cornettbass | 5 1⁄3′ |
| 44.            | Oktavbass   | 4′     |

- Koppeln:
- Spielhilfen: 8 Feste Kombinationen, Tutti, zwei Freie Kombinationen
- Effekte: Donner, Sturm, kleine Sirene, Schiffsirene, Gong stark, große Glocke, große Trommel, Becken stark, kleine Trommel, Jazz I, Jazz II
- Jazz-Kombinationen: kleine Trommel, Tamburin, Castagnetten, Holzblock
- Kinoeffekte: Pauke, Becken schwach, kleine Trommel, Tamburin, Castagnetten, Holzblock, Schlittenschellen, kleine Trommel, Becken stark, große Trommel, Gong stark, Gong schwach, Gong Wirbel, große Glocke, Glockengeläute, Vogelgesang I, Vogelgesang II, Telefon, Alarmsignal, kleine Sirene, Schiffsirene, Claxon, Eisenbahn, Lokomotivpfiff, Wassergeräusch, Regen, Sturm, Donner